# William R. Ratchford

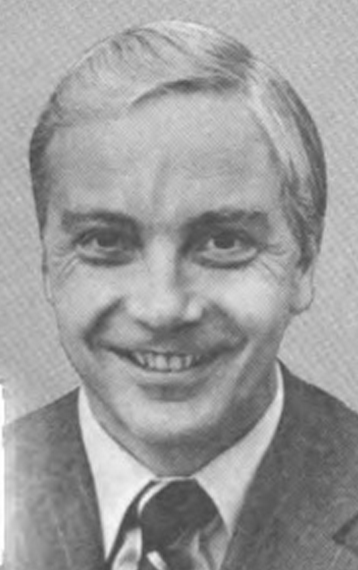
William R. Ratchford

William Richard Ratchford (* 24. Mai 1934 in Danbury, Connecticut; † 2. Januar 2011 in Arlington, Virginia) war ein US-amerikanischer Politiker. Zwischen 1979 und 1985 vertrat er den Bundesstaat Connecticut im US-Repräsentantenhaus.

## Werdegang
William Ratchford besuchte die öffentlichen Schulen seiner Heimat einschließlich der Danbury High School, die er im Jahr 1952 abschloss. Anschließend studierte er bis 1956 an der University of Connecticut. Nach einem anschließenden Jurastudium an der Georgetown University und seiner 1959 erfolgten Zulassung als Rechtsanwalt begann er ab 1960 in Danbury in diesem Beruf zu praktizieren. Zwischen 1959 und 1965 war er auch Mitglied der Nationalgarde seines Staates.
Politisch wurde Ratchford Mitglied der Demokratischen Partei. Zwischen 1962 und 1974 war er Abgeordneter im Repräsentantenhaus von Connecticut; von 1969 bis 1973 fungierte er als Präsident dieser Kammer. 1974 kandidierte er noch erfolglos für das US-Repräsentantenhaus. In den Jahren 1975 und 1976 war er Mitglied in einem Ausschuss, der sich mit den Schwesternheimen in Connecticut befasste; von 1977 bis 1978 war er Altersbeauftragter der Regierung seines Staates. Zwischen 1960 und 1974 nahm Ratchford an allen regionalen Parteitagen der Demokraten in Connecticut teil. 1972 und 1984 war er auch Delegierter zu den Democratic National Conventions, auf denen die erfolglosen Präsidentschaftskandidaten George McGovern und Walter Mondale nominiert wurden.
1978 wurde Ratchford im fünften Wahlbezirk von Connecticut in das US-Repräsentantenhaus in Washington, D.C. gewählt, wo er am 3. Januar 1979 die Nachfolge des Republikaners Ronald A. Sarasin antrat. Nach zwei Wiederwahlen konnte er bis zum 3. Januar 1985 drei zusammenhängende Legislaturperioden im Kongress absolvieren. Bei den Wahlen des Jahres 1984 unterlag er dem Republikaner John G. Rowland. Nach dem Ende seiner Zeit im Repräsentantenhaus war Ratchford zunächst als Lobbyist und als Dozent an der Georgetown University tätig. Zwischen 1993 und 2001 war er in der Verwaltung der Dienstleistungsbehörde General Services Administration (GSA) angestellt. Er starb am 2. Januar 2011 an den Folgen der Parkinsonkrankheit.